# Jenny Sjödin
Anna Jenny Sjödin (Hudiksvall, 2 de agosto de 1985) es una luchadora profesional y luchadora de sumisión sueca, más conocida por Jenny Sjödin.

## Carrera como luchadora profesional
Sjödin se interesó por primera vez en la lucha libre profesional a los diecisiete años, tras ver el documental de Gaea Girls sobre el joshi puroresu japonés, tras lo cual comenzó a seguir la promoción All Japan Women's Pro-Wrestling (AJW).
Tras entrenar en lucha amateur con Skönsbergs brottningsklubb, Sjödin se trasladó a Dublín (Irlanda) en abril de 2007 para empezar a entrenar lucha profesional bajo la dirección de Fergal Devitt, Paul Tracey, Phil Boyd y Peter Farrell en la NWA Ireland. Debutó el 7 de julio de 2007, enfrentándose a uno de sus entrenadores, Phil Boyd, en un evento de la Asociación Española de Lucha Libre (SWA) en Segovia (España).
Durante los años siguientes, Sjödin trabajó para varias promociones independientes en países como Inglaterra, Irlanda, Dinamarca, Finlandia y su Suecia natal. En marzo de 2008, Sjödin participó en la gira de la promoción American Wrestling Rampage (AWR) por Irlanda, junto con varios exluchadores de la WWE. Durante la gira, Sjödin disputó una serie de cinco combates con la luchadora alemana Alpha Female, que ganó por 3-2.
A principios de 2009, se trasladó a Mánchester para continuar su entrenamiento bajo las órdenes de Jon Ryan, Paul Tracey, Psycho Steve y Zack Sabre Jr. con NWA UK Hammerlock y The Wrestling Factory. Mientras entrenaba en Mánchester, Sjödin comenzó a incorporar más artes marciales mixtas y ofensivas basadas en el grappling a su estilo en el ring.
El 8 de mayo de 2010, Sjödin participó en el evento inaugural de Pro-Wrestling: EVE en Sudbury (Inglaterra), perdiendo contra April Davids en el combate inaugural. El combate marcó el lanzamiento de la "Catch Division" de EVE, en la que los combates sólo podían ganarse por sumisión o por detención del árbitro. Sjödin vengó su derrota contra Davids el 16 de octubre de 2010.
A continuación, Sjödin formó el stable villano European Empire con Davids, Nikki Storm y Shanna, bajo el liderazgo de Jetta, a la vez que iniciaba una rivalidad argumental con Britani Knight, que dio lugar a una trilogía de combates individuales entre ambas. Después de que ambas luchadoras consiguieran ganar uno de los combates, Sjödin derrotó a Knight en el tercer combate el 4 de junio de 2011, para convertirse en la segunda campeona de Pro-Wrestling: EVE.
Tras fracasar en su intento de convertirse en la campeona nórdica femenina inaugural, perdiendo ante la luchadora finlandesa Aurora Flame, tras la interferencia externa de Miss Mina, Sjödin retó a Flame a una revancha, en la que aceptó poner su Campeonato Pro-Wrestling: EVE Championship también en juego. El 13 de agosto de 2011, Sjödin derrotó a Flame para retener su título y ganar el Campeonato Femenino Nórdico.
El 8 de octubre, Sjödin derrotó a April Davids en un rubber match para retener el Campeonato Pro-Wrestling: EVE. La noche siguiente, Sjödin defendió con éxito el título contra una de sus ídolos, la luchadora japonesa Emi Sakura, en un combate que se emitió en el programa 19 O'Clock Girls ProWrestling de Ice Ribbon en Ustream.
Tras un reinado de 302 días y ocho defensas exitosas del título, Sjödin perdió el Campeonato Pro-Wrestling: EVE Championship ante Alpha Female el 4 de abril de 2011. El 25 de agosto de 2012, Sjödin desafió sin éxito a April Davids por el Campeonato Femenino de Futureshock Wrestling (FSW).

## Carrera como luchadora de sumisión
Tras mudarse a Mánchester en 2009, Sjödin comenzó a entrenar jiu-jitsu brasileño, grappling por sumisión y artes marciales mixtas bajo la dirección de Rosi Sexton en el Fighting Fit Martial Arts Centre. El 23 de mayo de 2010, ganó la medalla de oro en la división femenina del torneo de grappling no-gi de Ground Control. 
Como resultado de su victoria, Sjödin se ganó un viaje a Nueva Jersey (Estados Unidos) para participar en el torneo Grapplers Quest. Después de conseguir la medalla de plata en la división de 54 kg (120 lb) a 63,5 kg (139,9 lb), Sjödin terminó su año 2010 con otra medalla de plata en el Campeonato Europeo de la Asociación Norteamericana de Grappling en París (Francia).

## Vida personal
Sjödin fue miembro del consejo de la ciudad de Sundsvall como representante del Partido Popular Liberal. Es licenciada en Ciencias Políticas. En 2013, Sjödin comenzó a trabajar como columnista para el sitio web Body Confidential. En una columna del 17 de octubre de 2013, Sjödin reveló que estaba embarazada de seis meses. El 17 de enero de 2014, Sjödin anunció que había dado a luz.

## Campeonatos y logros

### Lucha libre profesional
- Fight Club Finland
  - Nordic Women's Championship (1 vez)[2]
- Pro-Wrestling: EVE
  - Pro-Wrestling: EVE Championship (1 vez)[2]

### Lucha de sumisión
- Grapplers Quest
  - Women's Advanced No-Gi (2010)[2][14]
- Ground Control
  - Female Division Gold Medal (2010)[2]
- North American Grappling Association
  - European Championship Silver Medal (2010)[2]